# Іван Бровкін на цілині (фільм)
«Іван Бровкін на цілині» (рос. «Иван Бровкин на целине») — російський радянський комедійний кольоровий художній фільм, продовження кінодилогії, розпочатої фільмом «Солдат Іван Бровкін».
Виробництво кіностудії ім. М. Горького. Вийшов на екрани 1958 року. Режисер: Іван Лукинський, автор сценарію: Георгій Мдівані.

## Сюжет
Демобілізований Іван Бровкін приїжджає в рідне село, щоб разом з коханою дівчиною виїхати на цілину…

## В ролях
- Леонід Харитонов — Іван Романович Бровкин;
- Сергій Блінніков — Тимофій Кіндратович Коротєєв, голова колгоспу;
- Євген Шутов — Аполлінарій Петрович Самохвалов, бухгалтер;
- Тетяна Пельтцер — Євдокія Макарівна Бровкіна, мати Івана Бровкіна;
- Анна Коломойцева — Єлизавета Микитівна, дружина Коротєєва;
- Дая Смірнова — Любаша, дочка Коротєєва;
- Віра Орлова — Поліна Кузьмівна Гребешкова, буфетниця;
- Михайло Пуговкін — Захар Силич Пьоришкін.
- Валентина Березуцька — член бригади Бровкіна